# Udenopogon inscriptus
Udenopogon inscriptus är en tvåvingeart som beskrevs av Becker och Stein 1913. Udenopogon inscriptus ingår i släktet Udenopogon och familjen rovflugor. Inga underarter finns listade i Catalogue of Life.